# Sansão Agonista

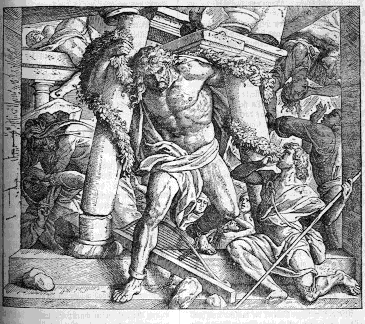
Uma gravura de Sansão destruindo o templo, de uma Bíblia alemã de 1882

Sansão Agonista (do grego Σαμσών ἀγωνιστής, "Sansão, o campeão") é um drama trágico de John Milton. Apareceu com a publicação do Paraíso Recuperado de Milton em 1671, como a página de título desse volume afirma: "Paraíso recuperado / Um poema / Em livros IV / Ao qual é adicionado / Sansão Agonista".
Sansão Agonista baseia-se na história de Sansão do Antigo Testamento, em Juízes 13–16; de fato, é uma dramatização da história a partir de Juízes 16:23. O drama começa nas mídias res. Sansão foi capturado pelos filisteus, teve seus cabelos, o recipiente de sua força, cortados e seus olhos cegados. Sansão é "cego entre os inimigos, ó pior que as correntes" (linha 66). Perto do início da peça, Sansão se humilha diante de Deus, admitindo que seu poder não é dele: "Deus, quando me deu força, para mostrar/ quão frágil era o dom, pendurou-o no meu cabelo" (linhas 58-59).